# 礦井

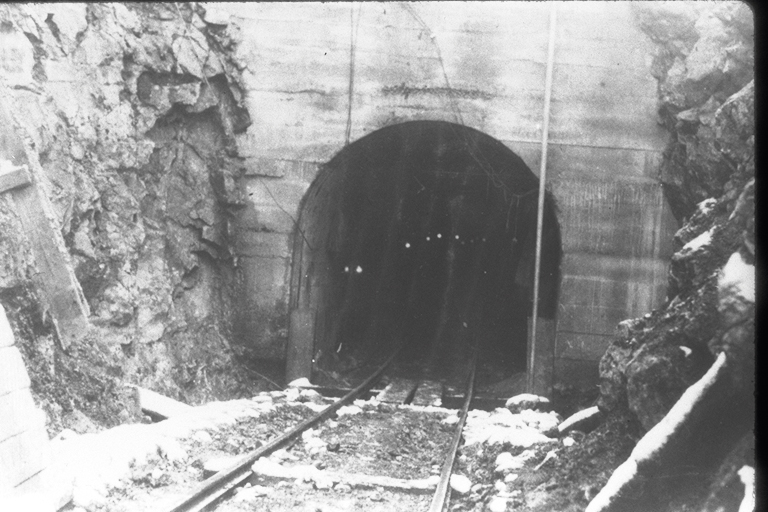
礦洞出口

礦坑，是礦場常見的建築，當礦藏不存在於地面的一層，礦工必須在地面鑽出沙井深入地心，利用各種開礦科技把地底深處礦物帶上地面。
在修築隧道、下水道等地下建物時，也常須從地面鑽垂直或接近垂直的井深入地底，這類井稱為“斜井”或“豎井”。而在完工之後，有些斜井、豎井會保留做為通風、排煙或緊急逃生等用途。

## 意外
- 爆炸
- 礦難

## 設施
- 路軌
- 安全燈
- 抽風機
- 對講機

## 礦物
- 煤礦
- 鐵礦
- 鑽石
- 寶石
- 貴金屬
- 石油
- 天然氣
- 鹽礦
- 硫礦